# Leipzig-Thekla
Leipzig-Thekla – przystanek kolejowy w Lipsku, w kraju związkowym Saksonia, w Niemczech. Znajdują się tu 2 perony.